# Chaneke
Genre
Chaneke est un genre de scorpions de la famille des Buthidae.

## Distribution
Les espèces de ce genre sont endémiques du Mexique. Elles se rencontrent en Oaxaca et au Guerrero.

## Liste des espèces
Selon The Scorpion Files (11/10/2020) :
- Chaneke aliciae (Armas & Frias, 1998)
- Chaneke baldazoi Kovařík, Teruel & Lowe, 2016
- Chaneke fogoso Francke, Teruel & Santibáñez-López, 2014
- Chaneke hofereki Kovařík, Teruel & Lowe, 2016

## Publication originale
- Francke, Teruel & Santibáñez López, 2014 : « A new genus and a new species of scorpions (Scorpiones: Buthidae) from southeastern Mexico. » The Journal of Arachnology, vol. 42, no 3, p. 220–232 (texte intégral).